# New Musik
New Musik fue una banda de synth pop y new wave que de 1977 a 1982 representó la música electrónica inglesa en sus primeros años. Tony Mansfield, cantante, más tarde sería el productor de canciones exitosas de la década de 1980[cita requerida].

## Historia
La banda fue formada en 1977 por Tony Mansfield y Nick Straker. Ambos estaban en grupos de música disco, pues Mansfield estaba en Limmie Funk Limited y Nick Straker estaba en un grupo que llevaba su nombre, The Nick Straker Band.
Un dato interesante es que entre las voces que dicen They don't want your name... al final del tema Living By Numbers, figura la voz de Luca Prodan, futuro mito del rock argentino con su banda Sumo.